# Ува (Вимиозу)
Ува (порт. Uva) — район (фрегезия) в Португалии, входит в округ Браганса. Является составной частью муниципалитета Вимиозу. По старому административному делению входил в провинцию Траз-уж-Монтиш и Алту-Дору. Входит в экономико-статистический субрегион Алту-Траз-уш-Монтеш, который входит в Северный регион. Население составляет 172 человека на 2001 год. Занимает площадь 34,93 км².